# Karwel
Karwel właściwie Krzysztof Karwel (ur. 20 marca 1989), znany również jako Cztery Osiem i LJ Karwel – polski raper.

## Dyskografia
Albumy
| Tytuł                 | Dane dot. albumu                                                                         | Pozycja na liście |
| Tytuł                 | Dane dot. albumu                                                                         | POL               |
| --------------------- | ---------------------------------------------------------------------------------------- | ----------------- |
| Niepotrzebne skreślić | - Data: 24 października 2014 - Wydawca: Alkopoligamia.com - Format: CD, digital download | 14                |

Występy gościnne
| Album                                    | Rok  | Utwór | Źródło |
| ---------------------------------------- | ---- | --- | ------ |
| Kuba Knap – Bez nerwów, bez złudzeń      | 2013 | „Znajdź nas” (gościnnie: LJ Karwel) | [ 5 ]  |
| Ten Typ Mes – Ten Typ Mes i Lepsze Żbiki | 2013 | „Tam mnie nie znajdą” (gościnnie: LJ Karwel) „Esta Loca” (gościnnie: WdoWa, LJ Karwel, Monika Borzym) „Katuję stare płyty” (Bonus Track) (gościnnie: Głośny, LJ Karwel, Stasiak, Mada) „Wy! (Bonus Track MP3)” (gościnnie: Zetenwupe, Kuba Knap, LJ Karwel) | [ 6 ]  |

## Teledyski
| Tytuł                                                            | Rok  | Reżyseria                | Album                      | Źródło |
| ---------------------------------------------------------------- | ---- | ------------------------ | -------------------------- | ------ |
| „Idę sam”                                                        | 2012 | –                        | –                          | [ 7 ]  |
| Ten Typ Mes – „Wy!” (gościnnie: Zetenwupe, Kuba Knap, LJ Karwel) | 2012 | Witek Michalak           | Ten Typ Mes i Lepsze Żbiki | [ 8 ]  |
| Ten Typ Mes – „Tam mnie nie znajdą” (gościnnie: LJ Karwel)       | 2013 | Kamil „Tarniu” Tarnowski | Ten Typ Mes i Lepsze Żbiki | [ 9 ]  |
| „Zdolna półka”                                                   | 2014 | Jacek Makowski           | Niepotrzebne skreślić      | [ 10 ] |
| „Małpie miasto”                                                  | 2014 | Kamil „Tarniu” Tarnowski | Niepotrzebne skreślić      | [ 11 ] |
| „Nienawidzę ludzi”                                               | 2014 | Witek Michalak           | Niepotrzebne skreślić      | [ 12 ] |
| „Iks de”                                                         | 2016 | –                        | –                          | [ 13 ] |
| „O”                                                              | 2017 | –                        | –                          | [ 14 ] |